# گل پریوش
گل پریوش (نام علمی: Catharanthus roseus) نام یک گونه از تیره خرزهره‌ایان است که بومی ماداگاسکار می‌باشد. وینکریستین و وینبلاستین از این گیاه به‌دست می‌آیند. 